# Hydrotaea cristata
Hydrotaea cristata är en tvåvingeart som beskrevs av Malloch 1918. Hydrotaea cristata ingår i släktet Hydrotaea och familjen husflugor. Inga underarter finns listade i Catalogue of Life.